# 지방도 제525호선
지방도 제525호선은 충청북도 괴산군 칠성면 칠성 교차로와 충주시 노은면 신효삼거리를, 그리고 충주시 노은면 노은삼거리와 음성군 감곡면 원당 교차로를 잇는 충청북도의 지방도이다. 2010년 9월에 지방도 제520호선 구간이 편입되었다.

## 연혁
- 2003년 2월 14일 : 노선 폐지 및 재지정[2]
- 2008년 12월 26일 : 지방도 도로구역 지정[3]
- 2010년 9월 : 지방도 제520호선 구간을 편입[4]
- 2013년 6월 21일 : 괴산 ~ 신창간 도로 확포장공사에 의해 괴산군 불정면 목도리 240m 구간 도로구역 변경[5]

## 주요 경유지

### 본선
- 괴산군
  - 칠성면 칠성 교차로 - 갈읍리 - 맹이재
  - 감물면 맹이재 - 매전리 - 매전삼거리 - 광전리 - 광전교 - 광전사거리 - (오성교 동단) - 오성리 - 백양리 - 이담리 - 이담삼거리 - 목도교
  - 불정면 목도교 - 불정사거리 - 목도리 - 목도삼거리 - 남창교 - 창산리 - 대간치

- 충주시
  - 대소원면 대간치 - 매현삼거리 - 매산교 - 탄용리 - 서낭재삼거리 - 두정리 - 두정교
  - 달천동 두정교 - 용관동 - 용두사거리 - 달천역입구 - 달천초등학교
  - 대소원면 교통대사거리 - 만적교 - 충주 나들목(충주 교차로) - 금곡교 - 첨단삼거리 - 대소원사거리 - 신양 교차로(신양육교)
  - 주덕읍 신양 교차로(신양육교) - 주덕 교차로 - 신대2교 - 주덕오거리 - 주덕교 - 화곡리 - 제내리 - 장록리 - 지내교 - 덕련리 - 덕련재(솔고개, 해발 220m)
  - 노은면 덕련재(솔고개, 해발 220m) - 신효교 - 신효삼거리

### 구지방도 제520호선구간
- 충주시
  - 노은면 노은삼거리 - 문성리 - 가신리 - 가신교 - 노은초등학교 수상분교(폐교) - 수상교 - 안락리 - 법동리

- 음성군
  - 감곡면 월정리 - 상평리 - 상평교 - 청산기숙학원(구 감곡초등학교 상평분교) - 원당사거리 - 원당 교차로

## 중복 구간
- 괴산군 감물면 이담삼거리 ~ 불정면 불정사거리 : 지방도 제508호선과 중복
- 충주시 달천동 용두사거리 ~ 주덕읍 주덕 교차로 : 국도 제3호선과 중복
- 충주시 달천동 용두사거리 ~ 주덕읍 주덕오거리 : 국도 제36호선과 중복
- 충주시 대소원면 첨단삼거리 ~ 대소원사거리 : 지방도 제599호선과 중복

## 도로명
- 괴산군 감물면 ~ 감물면 광전사거리 : 맹이재로
- 괴산군 감물면 광전사거리 ~ (오성교 동단) : 충민로신대길
- 괴산군 감물면 (오성교 동단) ~ 불정면 불정사거리 : 감물로
- 괴산군 불정면 불정사거리 ~ 목도삼거리 : 한불로
- 괴산군 불정면 목도삼거리 ~ 충주시 달천동 용두사거리 : 창현로
- 충주시 달천동 용두사거리 ~ 주덕읍 주덕 교차로 : 중원대로
- 충주시 주덕읍 주덕 교차로 ~ 주덕오거리 : 충청대로
- 충주시 주덕읍 주덕오거리 ~ 노은면 신효삼거리 : 솔고개로
- 충주시 노은면 노은삼거리 ~ 음성군 감곡면 원당사거리 : 감노로
- 음성군 감곡면 원당사거리 ~ 원당 교차로 : 원당길